# Omar Bakri Mohammed
Omar Bakri Mohammed, meist auch nur als Omar Bakri bezeichnet, (* 1958 in Aleppo, Syrien) ist ein sunnitischer islamistischer Fundamentalist und Agitator.
Der aus Syrien stammende Bakri schloss sich früh den sunnitischen Moslembrüdern an, die 1982 einen Aufstand gegen die schiitisch-alawitisch dominierte Ba'ath-Regierung wagten, der blutig niedergeschlagen wurde. Er musste das Land verlassen und ließ sich nach mehreren Stationen schließlich in den 1980er Jahren in London nieder, wo er mit Gesinnungsgenossen im Stadtteil Finsbury ein islamistisches Zentrum schuf. Bakri war lange Jahre neben Abu Hamza al-Masri und Abu Qatada der führende Hassprediger in England. So gründete er die Gruppe al-Muhajiroun, um seine Ansichten zu verbreiten. Er machte dabei aus seinen Auffassungen keinen Hehl und bezeichnete etwa die Attentäter des 11. September als magnificent 19 ("die glorreichen 19"). Nach den Londoner Anschlägen sagte er zur Agentur Reuters: "I would like to see the Islamic flag fly, not only over number 10 Downing Street, but over the whole world" ("Ich würde die islamische Fahne gerne nicht nur über der Downing Street 10 [Sitz des britischen Premiers] wehen sehen, sondern über der ganzen Welt").
Im August 2005 durfte er nach einer Auslandsreise nicht mehr einreisen. Er ließ sich im Libanon nieder, wo er im November 2010 unter Terrorverdacht festgenommen wurde.